# 中山北路 (桂林)
中山北路是一条位于桂林市叠彩区的南北向城市主干道。南起桂林大酒店，北至桂林市气象局北端。

## 历史
清代，从南至北分别称：臬司前街、北门大街、北门外大街、老米行街、豆子行街、北关口街、清风桥街、半边街、拱极楼。
民国35年前（1946年前），从南至北分别称：桂北路、北极路、拱极路、三民路；同年10月，桂北路改名中山北路。
1966年9月，废止了北极路、拱极路与三民路，原中山北路向北延伸至桂林气象站，统称中山北路；1986年6月，路北端从气象站向北延伸，与北辰路南端相连。